# Rhachodesmus viridis
Rhachodesmus viridis är en mångfotingart som först beskrevs av Henri Saussure 1859.  Rhachodesmus viridis ingår i släktet Rhachodesmus och familjen Rhachodesmidae. Inga underarter finns listade i Catalogue of Life.